# Stora Levene
Stora Levene är en tätort i Vara kommun i Västra Götalands län.

## Befolkningsutveckling
| Befolkningsutvecklingen i Stora Levene 1960–2020 | Befolkningsutvecklingen i Stora Levene 1960–2020 | Befolkningsutvecklingen i Stora Levene 1960–2020 | Befolkningsutvecklingen i Stora Levene 1960–2020 | Befolkningsutvecklingen i Stora Levene 1960–2020 |
| ------------------------------------------------ | ------------------------------------------------ | ------------------------------------------------ | ------------------------------------------------ | ------------------------------------------------ |
|                                                  |                                                  |                                                  |                                                  |                                                  |
| År                                               |                                                  |                                                  | Folkmängd                                        | Areal (ha)                                       |
| 1960                                             | 1960                                             |                                                  | 511                                              |                                                  |
| 1965                                             | 1965                                             |                                                  | 506                                              |                                                  |
| 1970                                             | 1970                                             |                                                  | 533                                              |                                                  |
| 1975                                             | 1975                                             |                                                  | 741                                              |                                                  |
| 1980                                             | 1980                                             |                                                  | 803                                              |                                                  |
| 1990                                             | 1990                                             |                                                  | 812                                              | 99                                               |
| 1995                                             | 1995                                             |                                                  | 818                                              | 99                                               |
| 2000                                             | 2000                                             |                                                  | 821                                              | 101                                              |
| 2005                                             | 2005                                             |                                                  | 802                                              | 101                                              |
| 2010                                             | 2010                                             |                                                  | 761                                              | 101                                              |
| 2015                                             | 2015                                             |                                                  | 809                                              | 129                                              |
| 2020                                             | 2020                                             |                                                  | 794                                              | 145                                              |
|                                                  |                                                  |                                                  |                                                  |                                                  |

## Evenemang
Varje år första veckan i juni firas Leveneveckan som avslutas med Levenedagen. Då anordnas bland annat mopedrally och det årliga världsmästerskapet i kalkonäggskastning.